# Liophis perfuscus
Liophis perfuscus este o specie de șerpi din genul Liophis, familia Colubridae, descrisă de Edward Drinker Cope în anul 1862. A fost clasificată de IUCN ca specie în pericol. Conform Catalogue of Life specia Liophis perfuscus nu are subspecii cunoscute.